# USJF Ravinala
El USJF Ravinala es un equipo de fútbol de Madagascar que milita en la Liga Regional de Anamalanga, una de las ligas que componen el tercer nivel del fútbol en el país.

## Historia
Fue fundado en el año 2000 en la capital Antananarivo y su principal logro fue ganar el título del Campeonato malgache de fútbol en la temporada 2004 luego de clasificar a la fase final en su primer intento, así como haber ganado el título de copa en ese mismo año, convirtiéndose en uno de los pocos equipos de Madagascar en conseguir el triplete (liga, liga regional y copa); aunque luego de ello, no volvieron a jugar en el Campeonato malgache de fútbol y se limitan a jugar en la liga regional en la que se encuentran actualmente.
A nivel internacional han participado en 2 torneos continentales, en los cuales su mejor participación ha sido en la Copa Confederación de la CAF 2006 en la que fueron eliminados en la segunda ronda por el Moro United de Tanzania.

## Palmarés
- Campeonato malgache de fútbol: 1

2004
- Copa de Madagascar: 1

2004
- Liga Regional de Anamalanga: 1

2004

## Participación en competiciones de la CAF
| Temporada | Torneo                       | Ronda      | Club                 | Casa | Visita | Global      |
| --------- | ---------------------------- | ---------- | -------------------- | ---- | ------ | ----------- |
| 2005      | Liga de Campeones de la CAF  | Preliminar | La Passe FC          | 4-1  | 2-2    | 6-3         |
| 2005      | Liga de Campeones de la CAF  | 1          | Kaiser Chiefs        | 0-1  | 1-4    | 1-5         |
| 2006      | Copa Confederación de la CAF | Preliminar | JKU SC               | 2-1  | 0-0    | 2-1         |
| 2006      | Copa Confederación de la CAF | 1          | Ferroviário da Beira | 0-0  | 0-0    | 0-0 (4-3 p) |
| 2006      | Copa Confederación de la CAF | 2          | Moro United          | 1-2  | 1-3    | 2-5         |

## Jugadores

### Jugadores destacados
- Norbert Marc Fydelis
- Tovomalala Randriambelson